# Duck Dodgers

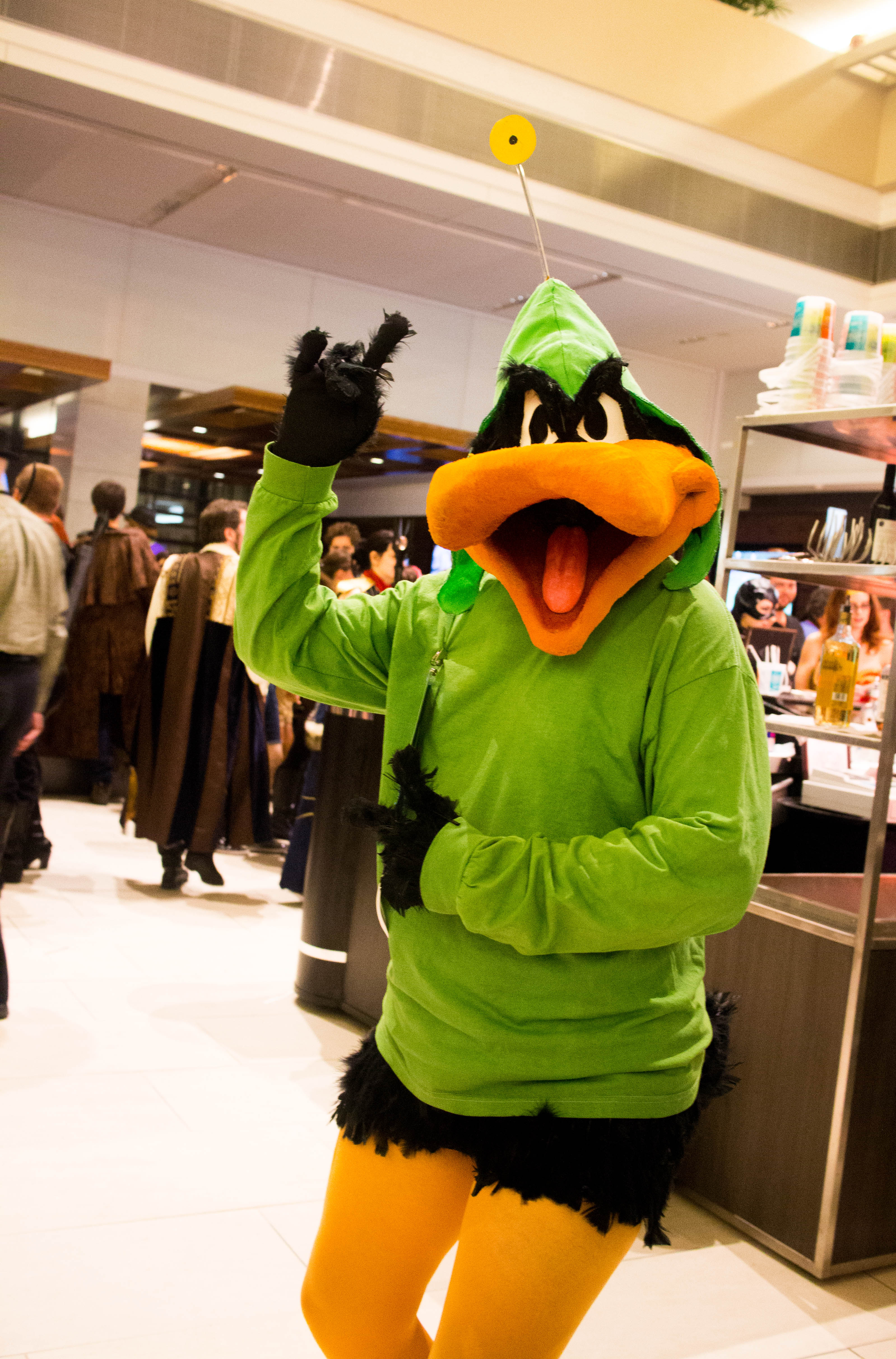
Cosplay do Duck Dodgers na Dragon Con de 2013.

Duck Edgar Dumas Aloysius Dodgers é um personagem fictício, o metaficcional protagonista da série de desenho animado da Warner Bros. Ele é realmente o famoso (mas fictício) Patolino, que interpreta um herói intergalático do futuro. É um tipo de alter ego do Patolino. O personagem é uma paródia ao herói das tiras de jornal Buck Rogers in the 25th Century, que também fez sucesso em um seriado cinematográfico de 1939, estrelado por Buster Crabbe, que também havia interpretado outro herói dos quadrinhos no cinema, Flash Gordon
Duck Dodgers fez sua primeira aparição em 1953, no curta de animação Duck Dodgers no século 24 ½, dirigido por Chuck Jones. Jones criou uma paródia dos seriados de ficção científica: Buck Rogers e Flash Gordon.
Em 2003 ganhou uma série animada. Na série o personagem chegou a participar de um crossover com a Tropa dos Lanternas Verdes, Dodger aparece vestido com a roupa de Hal Jordan.
Em 2004, o personagem foi usado pela NASA no logo da missão para Marte Opportunity.